# درگ بالا
شهر درگ، روستایی از توابع بخش سندرک شهرستان میناب در استان هرمزگان ایران است.
شهر درگ هم‌اکنون فاقد خانواده ساکن به صورت دایم می‌باشد و سکنه سابق آن هم‌اکنون غالباً در شهر هشت‌بندی در شهرستان میناب ساکن شده‌اند.

## منبر درگ
در مرکز شهر درگ و با فاصله حدود ۱۰۰ متری از رودخانه اصلی درگ حسینیه ای با سقف چوبی  بنا شده است که هم‌اکنون سقف ان ایزوگام شده و در شرف مجهز شدن به پنل‌های خورشیدی است.
در کنار منبر حسینیه ای با دیواره ای سنگی در کنار مزار ابا و اجداد درگی بنا شده است.
در تمام ادوار اشخاصی امین، به عنوان بانی و  خادم در منبر فعالیت داشته اند. هم

## کتاب درگ
چنین قرار شد که تا پایان سال ۱۴۰۵ کتابی با مضمون تاریخ شفاهی ایل درگ توسط جوانان ایل با همت بزرگان طایفه درگ و سایر قبایل نزدیک مطلع نگاشته شود.

## تعزیه درگ
در قدیم الایام تعزیه در کنار منبر درگ برگزار می‌شد اما بعد از محاجرت توده ای، اهالی تصمیم گرفتند که تعزیه را در هشتبندی دو در محله کریم آباد اجرا کنند، بانی تعزیه پیش از این حاجی کریمی بود اما اکنون بدست فرزندشان حسین کریمی می‌باشد.

## میرومر درگ
در قسمت غربی روستای درگ قدم گاهی وجود دارد که اهالی روستا معتقدند فرزند حضرت علی از آنجا عبور کرده است. برخی از خاک میرومر به عنوان صندل نیز استفاده می‌کنند.
اهالی اصیل روستا که همگی درگی نامیده می‌شوند، در مراسمات خاصی منجمله ازدواج در جوار میرومرشان گوسفند قربانی می‌کنند.
مرید میرومر هم‌اکنون شخص علی حاج محمد است.

## جمعیت
این روستا در دهستان بندر قرار دارد و براساس سرشماری مرکز آمار ایران در سال ۱۳۸۵، جمعیت آن زیر سه خانوار بوده است.
هم‌اکنون روستا فاقد خانواد ساکن می‌باشد.